# Liste der uruguayischen Botschafter in der Dominikanischen Republik
Die Liste der Botschafter Uruguays in der Dominikanischen Republik stellt einen Überblick über die Leiter der uruguayischen diplomatischen Vertretung in der Dominikanischen Republik seit dem 5. September 1945 bis heute dar.
| Name                     | Ernennung         | Aufnahme der Amtsgeschäfte / Besonderheiten | Amtsende           |
| ------------------------ | ----------------- | ------------------------------------------- | ------------------ |
| Nelson García Serrato    | 5. September 1945 |                                             |                    |
| Rivera Travieso          | 20. Oktober 1948  |                                             |                    |
| José Pedro Heguy Velazco | 6. Dezember 1956  |                                             |                    |
| Eugenio Martínez Thedy   | 7. Juli 1966      |                                             | 5. November 1968   |
| Edmundo Novoa            | 20. Mai 1969      |                                             | 21. September 1973 |
| Edison González Lapeyre  | 25. November 1975 |                                             | 19. Juli 1981      |
| Mabel Barindelli         | 18. Juli 1981     |                                             |                    |
| Germán Roosen            | 30. März 1982     | 25. Juni 1982                               | 1. Juni 1986       |
| Jaime Wolfson Kot        | 17. Juni 1986     | 21. Juli 1986                               | 4. Oktober 1991    |
| Honorio Barrios Tassano  | 17. Dezember 1991 | 6. März 1992                                |                    |
| Nereo F. Lateulade       | 14. Mai 1997      | 8. Juli 1997                                | 27. März 2003      |
| Duncan Croci             | 2. April 2003     |                                             |                    |
| Luis Alberto Carresse    | 29. Juli 2008     |                                             |                    |

Quelle: 